# Hemiloapis mena
Hemiloapis mena là một loài bọ cánh cứng trong họ Cerambycidae.